# Mysidopsis ankeli
Mysidopsis ankeli är en kräftdjursart som beskrevs av Brattegard 1973. Mysidopsis ankeli ingår i släktet Mysidopsis och familjen Mysidae. Inga underarter finns listade i Catalogue of Life.